# Barão do Cruzeiro
Barão do Cruzeiro é um título nobiliárquico criado por D. Luís I de Portugal, por Decreto de 21 de Outubro e Carta de 28 de Outubro de 1875, em favor de Francisco Luís Ferreira Tavares.
Titulares
1. Francisco Luís Ferreira Tavares, 1.° Barão do Cruzeiro.